# Distretto di Jarocin
Il distretto di Jarocin (in polacco powiat jarociński) è un distretto polacco appartenente al voivodato della Grande Polonia.

## Geografia antropica

### Suddivisioni amministrative
Il distretto comprende 4 comuni.
- Comuni urbano-rurali: Jarocin, Żerków
- Comuni rurali: Jaraczewo, Kotlin